# Мария Микаэла Святейшего Таинства
Мари́я Микаэла (Михаи́ла) Святейшего Таинства, мирское имя — Микаэла Десмайсьерос-и-Лопес Дискастильо-Ольмеда (исп. Maria Michela del Santissimo Sacramento,  Micaela Desmaisières y López Dicastillo y Olmeda, 1 января 1809[…], Мадрид — 24 августа 1865, Валенсия) — святая Римско-Католической Церкви, монахиня, основательница женской монашеской конгрегации «Адоратки Служительницы Святейшего Таинства и Милосердия».

## Биография
Мария Десмайсьерос-и-Лопес Дискастильо-Ольмеда родилась 1 января 1809 года в испанской аристократической семье рода Мадрилена. Её старший брат Диего был маркизом Льянос-де-Алгуасас, графом Велья-де-Посо и служил при испанском королевском дворе дипломатом в различных европейских странах.
Мария с юных лет посвятила себя делам благотворительности, помогая больным в больнице Сан-Хуан-де-Диос в Мадриде. Особенно она отличилась в 1834 году при эпидемии холеры в Гвалахаре.
21 апреля 1834 года она основала приют «Сан-Хуан-де-Диос» для реабилитации бывших проституток. Когда численность помощников Марии, работавших в доме «Сан-Хуанос-де-Диос», значительно возросла, иезуит Хосе Эдуардо Родригес посоветовал Марии основать женскую монашескую конгрегацию. 1 марта 1856 года деятельность конгрегации «Сёстры Адоратки Служительницы Святейшего Таинства и Милосердия» была одобрена Святым Престолом и конгрегация стала работать по всей Испании.
В 1857 году духовником Марии Микаэлы Святейшего Таинства стал Антонио Мария Кларет.
Мария Микаэла Святейшего Таинства скончалась 24 августа 1865 года, заразившись холерой, когда ухаживала за больными во время вспышки эпидемии в Валенсии.

## Прославление
Мария Микаэла Святейшего Таинства была причислена к лику блаженных 7 июня 1925 года папой Пием XI и 4 марта 1934 года была причислена к лику святых.

## Источник
- Биография  (итал.)
- Официальный сайт Сестёр Адораток Служительниц Святейшего Таинства и Милосердия